# 노태준
노태준(盧泰俊, 1911년 ~ 1970년)은 한국의 독립운동가이다. 1936년에는 한국국민당 청년단장을 맡았고 1940년부터 해방될 때까지 광복군 간부로 무장독립투쟁 전개하였다.